# 1212
Évszázadok: 12. század – 13. század – 14. század
Évtizedek: 1160-as évek – 1170-es évek – 1180-as évek – 1190-es évek – 1200-as évek – 1210-es évek – 1220-as évek – 1230-as évek – 1240-es évek – 1250-es évek – 1260-as évek
Évek: 1207 – 1208 – 1209 – 1210 –  1211 – 1212 – 1213 – 1214 – 1215 – 1216 – 1217

## Események

### Határozott dátumú események
- szeptember 26. – II. Frigyes német–római császár Bázelben aranybullát ad ki, amelyben örökletesnek nyilvánítja Ottokár cseh király utódai számára a királyi címet. Ezzel létrejön a Cseh Fejedelemségből a Cseh Királyság.[1]
- december 9. – II. Frigyes német királlyá választása, 1215-ig király, 1220-tól császár, 1250-ig uralkodik).

### Határozatlan dátumú események
- I. Tamar grúz királynő leveri a kelet-grúziai hegylakók lázadását.
- III. Vszevolod vlagyimiri nagyfejedelem és a bojárok harca a fejedelem győzelmével végződik. A bojárok meghódolnak Vszevolodnak, aki azonban rövidesen meghal, ezután fejedelemsége részekre bomlik.
- II. György vlagyimiri nagyfejedelem trónra lépése (1216-ban lemond, 1218-ban másodszor lép trónra, 1238-ig uralkodik).
- II. András király seregével benyomul Galíciába Konrád galíciai fejedelem támogatására. Távozása után Konrádot újra elűzik.
- A gyermekek keresztes hadjárata.[2]
- A Navas de Tolosa-i csata. Az egyesült kasztíliai–aragon–navarrai lovagsereg nagy győzelmet arat az almohádok seregén. A keresztesek kiszorítják a muzulmánokat Spanyolország északi részéből.
- Nagy tűzvész Londonban, a város legnagyobb része porrá ég.

## Halálozások
- március 26. – I. Sancho portugál király (* 1154)
- április 13. – III. Vszevolod vlagyimiri nagyfejedelem (* 1154)